# Qíngrén shí
Pour plus de détails, voir Fiche technique et Distribution.
Qíngrén shí (情人石) est un film hongkongais réalisé par Pan Lei et sorti en 1964. 
Il s'agit d'une comédie romantique tournée à Taïwan se déroulant dans un village de pêcheurs à proximité de la curiosité géologique de Yehliu à laquelle le titre fait référence.
Il s'agit du premier rôle principal de l'actrice Cheng Pei-pei, qui s'illustrera par la suite dans des films d'arts martiaux.
Le film remporte le prix de la meilleure musique au Golden Horse Film Festival de 1965, conjointement avec The Dancing Millionairess.

## Histoire
Une jeune fille originaire d'un village de pêcheurs mais ayant étudié à la ville est l'objet d'une rivalité amoureuse entre deux hommes.

## Fiche technique
- Titre original : Qíngrén shí (情人石
- Titre anglais : Lovers' Rock
- Réalisation : Pan Lei
- Scénario : Pan Lei
- Société de production : Shaw Brothers, Taïwan Ltd
- Pays d'origine : Hong Kong / Taiwan
- Langue originale : mandarin
- Format : Couleurs - 2,35:1 - Mono - 35 mm
- Genre : comédie romantique, drame halieutique
- Durée : 95 minutes
- Date de sortie : 16 octobre 1964

## Distribution
- Cheng Pei-pei
- Chiao Chuang
- Wu Wei
- Huang Chung-hsin